# Marko Milić (cầu thủ bóng đá)
Marko Milić (Mapкo Mилић; sinh ngày 6 tháng 11 năm 1987 ở Beograd) là một cầu thủ bóng đá Serbia, thi đấu cho Bežanija.